# 10歐分硬幣
10歐分硬幣（€0.10）是歐元硬幣的種類之一，由一種被稱為北歐金的合金製造而成。所有的10歐分硬幣均有一個共同的反面設計和各國不同的正面設計。10歐分硬幣於2002年開始使用，並在2007年進行重新設計。由於歐盟在2004年和2007年兩次擴大，因此歐元硬幣也在2007年進行重新設計，修改地圖對應歐盟範圍擴大。除了歐元區國家之外，摩納哥、聖馬力諾、梵蒂岡三個使用歐元的國家也有自己的硬幣設計。

## 外部連結
- . European Central Bank.   [18 August 2009]. （原始内容存档于2017-12-23）.